# Suus
A Suus (latin nyelven, magyarul: Egyéni) egy dal, mely Albániát képviselte a 2012-es Eurovíziós Dalfesztiválon. A dalt a koszovói albán Rona Nishliu adta elő albánul.
A dal a 2011. december 29-én rendezett albán nemzeti döntőben nyerte el az indulás jogát. A döntőben a zsűri szavazatai alakította ki az eredményt. A dal pedig 77 ponttal az első helyen végzett, ami a húszfős mezőnyben elegendő volt a győzelemhez.
Az Eurovíziós Dalfesztiválon a dalt először a május 22-én rendezett első elődöntőben adták elő, a fellépési sorrendben ötödikként a lett Anmary Beautiful Song című dala után, és a román Mandinga Zaleilah című dala előtt. Az elődöntőben 146 ponttal a második helyen végzett, így továbbjutott a döntőbe.
A május 26-án rendezett döntőben a fellépési sorrendben harmadikként adták elő, a magyar Compact Disco Sound of Our Hearts című dala után és a litván Donny Montell Love Is Blind című dala előtt. A szavazás során 146 pontot kapott, mely Albánia eddigi legjobb eredményét, az ötödik helyet helyet jelentette a huszonhat fős mezőnyben. A dal négy országtól, Macedóniától, Olaszországtól, San Marinotól és Svájctól kapta meg a maximális 12 pontot.
A következő albán induló Adrian Lulgjuraj és Bledar Sejko Identitet című dala volt a 2013-as Eurovíziós DalDalfesztiválon.

## Lásd még
- Rona Nishliu
- Festivali i Këngës
- 2012-es Eurovíziós Dalfesztivál